# Ка Савио (Венеција)
Ка Савио (итал. Ca' Savio) је насеље у Италији у округу Венеција, региону Венето.
Према процени из 2011. у насељу је живело 5737 становника. Насеље се налази на надморској висини од 3 м.